# AEG B.II
'AEG B.II était un avion de reconnaissance biplan biplace produit en petit nombre
Plus petit et plus maniable que l'AEG B.I dont il dérive, l'AEG B.II est un biplan biplace de reconnaissance allemand, non armé, apparu fin 1914 avec un moteur Mercedes D.II ou Benz Bz II de 120 ch. Portant la désignation constructeur Z.9, il est rapidement remplacé par le AEG C.I, armé.